# Angelito Mello
Angelito Porto Corrêa de Mello (Santana do Livramento, 23 de abril de 1919 - Magé, 9 de agosto de 1989) foi um ator brasileiro. Atuou em novelas como O Sheik de Agadir e O Bem Amado. Morreu em consequência de um acidente automobilístico na rodovia Magé-Manilha no interior do Rio de Janeiro, quando se dirigia para Magé onde possuía um sítio.

## Carreira

### Na televisão
| Ano  | Título                      | Personagem         | Notas                                   |
| ---- | --------------------------- | ------------------ | --------------------------------------- |
| 1966 | O Sheik de Agadir           | Ibrahim            |                                         |
| 1971 | O Cafona                    | Marcelo            |                                         |
| 1971 | Linguinha x Mr. Yes         | Mau caráter        |                                         |
| 1971 | Bandeira 2                  | Cardoso            |                                         |
| 1972 | Jerônimo, o Herói do Sertão | Crizanto           | Episódio: "Laços de Sangue"             |
| 1972 | Selva de Pedra              | Sampaio            |                                         |
| 1972 | Caso Especial               | Guarda             | Episódio: "Sétimo Céu"                  |
| 1973 | O Bem-Amado                 | Mestre Ambrósio    |                                         |
| 1973 | Caso Especial               | Subdiretor         | Episódio: "O Capote"                    |
| 1974 | Caso Especial               | Quirino Papa-Terra | Episódio: "O Crime do Zé Bigorna"       |
| 1976 | Caso Especial               | —                  | Episódio: "Quem era Shirley Temple?"    |
| 1977 | Sinhazinha Flô              | João               |                                         |
| 1977 | O Astro                     | Dr. Tiago          |                                         |
| 1978 | Caso Especial               | Matias Cardoso     | Episódio: "O Caminho das Pedras Verdes" |
| 1978 | Sítio do Picapau Amarelo    | Casca              | Episódio: "Quem Tem Boca Vai à Roma"    |
| 1979 | Marron Glacê                | Nicolas            |                                         |
| 1979 | Memórias de Amor            | Jalincourt         |                                         |
| 1979 | Carga Pesada                | —                  | Episódio: "A Lei dos Carreteiros"       |
| 1982 | Terras do Sem-Fim           | Brás Velho         |                                         |
| 1983 | Caso Verdade                | Buscarino          | Episódio: "Olinda, Vem Cantar"          |
| 1986 | Dona Beija                  | Matias             |                                         |
| 1988 | Fera Radical                | Célio Cruz         |                                         |
| 1988 | Abolição                    | Rodolfo Dantas     |                                         |
| 1989 | Vida Nova                   | Juiz               | Participação Especial                   |

### No cinema
| Ano  | Título                           | Personagem                       |
| ---- | -------------------------------- | -------------------------------- |
| 1954 | Toda A Vida em Quinze Minutos    | —                                |
| 1957 | Paixão de Gaúcho                 | —                                |
| 1958 | O Grande Momento                 | —                                |
| 1958 | Pista de Grama                   | —                                |
| 1959 | Titio Não É Sopa                 | Paranhos                         |
| 1960 | Eu Sou o Tal                     | —                                |
| 1960 | Maria 38                         | Comissário                       |
| 1960 | Virou Bagunça                    | Empresário                       |
| 1961 | Os Três Cangaceiros              | Delegado                         |
| 1961 | Teus Olhos Castanhos             | Delegado                         |
| 1961 | Três Colegas de Batina           | Alonir                           |
| 1965 | Encontro com a Morte             | Milionário paranaense            |
| 1965 | Um Ramo para Luísa               | —                                |
| 1968 | Antes, o Verão                   | Ferraz                           |
| 1968 | Cristo de Lama                   | Manoel Lisboa                    |
| 1968 | O Bravo Guerreiro                | Governador                       |
| 1968 | O Homem Nu                       | Gerente do Clube (Não Creditado) |
| 1970 | Os Senhores da Terra             | Coronel Medeiros Mendes          |
| 1970 | Um Diamante e Cinco Balas        | Tinhoso                          |
| 1970 | Amor em Quatro Tempos            | —                                |
| 1970 | Memórias de um Gigolô            | —                                |
| 1970 | Quatro Contra o Mundo            | —                                |
| 1970 | Não Aperta, Aparício             | Coronel Amaro Saraiva            |
| 1970 | Vida e Glória de Um Canalha      | Mr. Borman                       |
| 1971 | Vale do Canaã                    | Otto Lander                      |
| 1971 | A Vida de Jesus Cristo           | Pôncio Pilatos/Simeão            |
| 1971 | Gaudêncio, o Centauro dos Pampas | —                                |
| 1972 | Viver de Morrer                  | —                                |
| 1972 | Guru das Sete Cidades            | Dr. Rubens                       |
| 1972 | O Supercareta                    | —                                |
| 1972 | O Homem do Corpo Fechado         | Coronel Trajano                  |
| 1973 | Joanna Francesa                  | Júlio                            |
| 1977 | O Crime do Zé Bigorna            | Padre                            |
| 1978 | Meu Pobre Coração de Luto        | —                                |
| 1979 | Na Boca do Mundo                 | Cardoso                          |
| 1980 | Maneco, O Super Tio              | Bartolomeu                       |